# Bacchisa subannulicornis
Bacchisa subannulicornis là một loài bọ cánh cứng trong họ Cerambycidae.